# Gusztáv olvasna
A Gusztáv olvasna a Gusztáv című rajzfilmsorozat negyedik évadának huszonegyedik epizódja.

## Rövid tartalom
Gusztáv szeretné nyugodtan kiolvasni az újságját, és e célra megfelelő helyet keres. A szobában a gyerekek zsivaja zavarja. Kihúzódik a konyhába, de ott a felesége fecsegése idegesíti. Székestől kiköltözik a folyosóra, onnan a szomszédok pletykálkodása elől lifttel lemegy a parkba. Először egy gyerekcsapat vonul arra, majd egy hajléktalan kérné el az újságját. Éjszaka lesz kiköltözik az autópálya mellé. Az autók fényszórói egyszerre világítanak neki és zavarják is. Végül hajóra száll. Egy lakatlan szigetre vetődik, ahol első hírt elolvashatja, de az pont arról szól, hogy a szigetet bombázni kezdik. Az érkező repülő láttára eltűnik a föld alatt.

## Alkotók
- Rendezte: Jankovics Marcell, Rofusz Ferenc
- Írták: Nepp József, Ternovszky Béla
- Dramaturg: Lehel Judit
- Zenéjét szerezte: Pethő Zsolt
- Operatőr: Székely Ida
- Hangmérnök: Bársony Péter
- Vágó: Czipauer János
- Tervezte: Rofusz Ferenc
- Képterv: Kovács István
- Háttér: Szoboszlay Péter
- Rajzolták: Dózsa Tamás, Majoros István
- Színes technika: Kun Irén
- Gyártásvezető: Marsovszky Emőke
- Produkció vezető: Imre István

A Magyar Televízió megbízásából a Pannónia Filmstúdió készítette.

## Díja
A Gabrovói Filmszemlén második díjat nyert. Rofusz Ferencnek ez volt az első elismerése.